# Preolímpico de Concacaf de 2004
El Preolímpico de la CONCACAF (Norteamérica, Centroamérica y Caribe) al Torneo Olímpico de fútbol que se disputó en 2004 en Atenas, Grecia. En el torneo participaron las selecciones Sub-23 de cada país.
Los tres países de Norteamérica miembros de la CONCACAF ya están clasificados a la última ronda de la CONCACAF, mientras los países de Centroamérica y del Caribe compitieron por clasificar al octagonal final.

## Primera fase
En la última ronda, compitieron los ocho equipos clasificados anteriormente en dos cuadrangulares, los primeros dos lugares de cada cuadrangular jugaron a las semifinales, en estas, los dos equipos que ganaron respectivamente su encuentro, clasificaron a los Juegos Olímpicos de Atenas 2004.
Aunque solo dos selecciones clasificaron a las Olimpiadas en este deporte se hizo una definición para el tercer lugar. Los encuentros se realizaron en Guadalajara del 2 al 12 de febrero de 2004.

### Equipos participantes
| CFU - Jamaica - Trinidad y Tobago |  | UNCAF - Costa Rica - Honduras - Panamá |  | Clasificados automáticamente - Canadá - México - Estados Unidos |

### Sedes
| Guadalajara       | Guadalajara Zapopan | Zapopan               |
| Estadio Jalisco   | Guadalajara Zapopan | Estadio Tres de Marzo |
| Capacidad: 60.000 | Guadalajara Zapopan | Capacidad: 25.000     |
|                   | Guadalajara Zapopan |                       |

### Grupo A
| Equipo         | Pts | PJ | PG | PE | PP | GF | GC |
| -------------- | --- | -- | -- | -- | -- | -- | -- |
| Estados Unidos | 9   | 3  | 3  | 0  | 0  | 10 | 6  |
| Honduras       | 6   | 3  | 2  | 0  | 1  | 7  | 5  |
| Panamá         | 3   | 3  | 1  | 1  | 1  | 6  | 8  |
| Canadá         | 0   | 3  | 0  | 0  | 3  | 1  | 5  |

| Fecha                | Lugar            |                |                           | Resultado |                     |          |
| -------------------- | ---------------- | -------------- | ------------------------- | --------- | ------------------- | -------- |
| 3 de febrero de 2004 | Zapopan, Jalisco | Honduras       | Bandera de Honduras       | 1-0       | Bandera de Canadá   | Canadá   |
| 3 de febrero de 2004 | Zapopan, Jalisco | Estados Unidos | Bandera de Estados Unidos | 4-3       | Bandera de Panamá   | Panamá   |
| 5 de febrero de 2004 | Zapopan, Jalisco | Panamá         | Bandera de Panamá         | 1-3       | Bandera de Honduras | Honduras |
| 5 de febrero de 2004 | Zapopan, Jalisco | Estados Unidos | Bandera de Estados Unidos | 2-0       | Bandera de Canadá   | Canadá   |
| 7 de febrero de 2004 | Zapopan, Jalisco | Canadá         | Bandera de Canadá         | 1-2       | Bandera de Panamá   | Panamá   |
| 7 de febrero de 2004 | Zapopan, Jalisco | Estados Unidos | Bandera de Estados Unidos | 4-3       | Bandera de Honduras | Honduras |

### Grupo B
| Equipo            | Pts | PJ | PG | PE | PP | GF | GC |
| ----------------- | --- | -- | -- | -- | -- | -- | -- |
| Costa Rica        | 7   | 3  | 2  | 1  | 0  | 8  | 1  |
| México            | 7   | 3  | 2  | 1  | 0  | 8  | 2  |
| Trinidad y Tobago | 3   | 3  | 1  | 0  | 2  | 3  | 8  |
| Jamaica           | 0   | 3  | 0  | 0  | 3  | 1  | 9  |

| Fecha                | Lugar                |                   |                              | Resultado |                              |                   |
| -------------------- | -------------------- | ----------------- | ---------------------------- | --------- | ---------------------------- | ----------------- |
| 2 de febrero de 2004 | Guadalajara, Jalisco | Costa Rica        | Bandera de Costa Rica        | 3-0       | Bandera de Jamaica           | Jamaica           |
| 2 de febrero de 2004 | Guadalajara, Jalisco | Trinidad y Tobago | Bandera de Trinidad y Tobago | 1-3       | Bandera de México            | México            |
| 4 de febrero de 2004 | Guadalajara, Jalisco | Trinidad y Tobago | Bandera de Trinidad y Tobago | 0-4       | Bandera de Costa Rica        | Costa Rica        |
| 4 de febrero de 2004 | Guadalajara, Jalisco | México            | Bandera de México            | 4-0       | Bandera de Jamaica           | Jamaica           |
| 6 de febrero de 2004 | Guadalajara, Jalisco | Jamaica           | Bandera de Jamaica           | 1-2       | Bandera de Trinidad y Tobago | Trinidad y Tobago |
| 6 de febrero de 2004 | Guadalajara, Jalisco | México            | Bandera de México            | 1-1       | Bandera de Costa Rica        | Costa Rica        |

## Fase final
|  | Semifinales                | Semifinales                |   |                            | Final                      | Final |  |
|  |                            |                            |   |                            |                            |       |  |
|  |                            |                            |   |                            |                            |       |  |
|  | Guadalajara, 10 de febrero |                            |   |                            |                            |       |  |
|  | Costa Rica                 | 2                          |   |                            |                            |       |  |
|  | Honduras                   | 0                          |   |                            |                            |       |  |
|  |                            |                            |   |                            |                            |       |  |
|  |                            |                            |   |                            | Guadalajara, 12 de febrero |       |  |
|  |                            |                            |   |                            | Costa Rica                 | 0     |  |
|  |                            | México (pró)               | 1 |                            |                            |       |  |
|  |                            |                            |   |                            |                            |       |  |
|  |                            |                            |   |                            |                            |       |  |
|  |                            |                            |   |                            | Tercer lugar               |       |  |
|  | Guadalajara, 10 de febrero | Guadalajara, 10 de febrero |   | Guadalajara, 12 de febrero | Guadalajara, 12 de febrero |       |  |
|  | Estados Unidos             | 0                          |   | Honduras                   | 1 (4)                      |       |  |
|  | México                     | 4                          |   |                            | Estados Unidos             | 1 (3) |  |

### Semifinales
| 10 de febrero de 2004, 17:00 | Costa Rica              | 2:0 (1:0) | Honduras | Estadio Jalisco, Guadalajara                                |                                                             |
|                              | López 21' · Saborío 78' | Reporte   |          | Asistencia: 60,000 espectadores Árbitro(s): Gilberto Alcalá | Asistencia: 60,000 espectadores Árbitro(s): Gilberto Alcalá |

| 10 de febrero de 2004, 20:00 | Estados Unidos | 0:4 (0:2) | México                                       | Estadio Jalisco, Guadalajara                            |                                                         |
|                              |                | Reporte   | Márquez 25' 54' · Martínez 27' · Iñiguez 90' | Asistencia: 60,000 espectadores Árbitro(s): Neal Brizan | Asistencia: 60,000 espectadores Árbitro(s): Neal Brizan |

### Tercer lugar
| 12 de febrero de 2004, 17:00 | Honduras            | 1:1 (1:1, 0:0) (t. s.)(4:3 p.) | Estados Unidos | Estadio Jalisco, Guadalajara                               |                                                            |
|                              | Martínez 78' (pen.) | Reporte                        | Skandrian 55'  | Asistencia: 1500 espectadores Árbitro(s): Rodolfo Silbrián | Asistencia: 1500 espectadores Árbitro(s): Rodolfo Silbrián |

### Final
| 12 de febrero de 2004, 20:00 | Costa Rica | 0:1 (0:0, 0:0) (t. s.) | México        | Estadio Jalisco, Guadalajara                               |                                                            |
|                              |            | Reporte                | Martínez 100' | Asistencia: 40,000 espectadores Árbitro(s): Víctor Stewart | Asistencia: 40,000 espectadores Árbitro(s): Víctor Stewart |

|                   |
| Campeón           |
| Bandera de México |
| México 5° título  |

## Clasificados aAtenas 2004
| Bandera de México | Bandera de Costa Rica |
| México            | Costa Rica            |